# El novio de la muerte
 (mars 2022).
La mise en forme du texte ne suit pas les recommandations de Wikipédia : il faut le « wikifier ».
Les points d'amélioration suivants sont les cas les plus fréquents. Le détail des points à revoir est peut-être précisé sur la page de discussion.
- Les titres sont pré-formatés par le logiciel. Ils ne sont ni en capitales, ni en gras.
- Le texte ne doit pas être écrit en capitales (les noms de famille non plus), ni en gras, ni en italique, ni en « petit »…
- Le gras n'est utilisé que pour surligner le titre de l'article dans l'introduction, une seule fois.
- L'italique est rarement utilisé : mots en langue étrangère, titres d'œuvres, noms de bateaux, etc.
- Les citations ne sont pas en italique mais en corps de texte normal. Elles sont entourées par des guillemets français : « et ».
- Les listes à puces sont à éviter, des paragraphes rédigés étant largement préférés. Les tableaux sont à réserver à la présentation de données structurées (résultats, etc.).
- Les appels de note de bas de page (petits chiffres en exposant, introduits par l'outil «  Source ») sont à placer entre la fin de phrase et le point final[comme ça].
- Les liens internes (vers d'autres articles de Wikipédia) sont à choisir avec parcimonie. Créez des liens vers des articles approfondissant le sujet. Les termes génériques sans rapport avec le sujet sont à éviter, ainsi que les répétitions de liens vers un même terme.
- Les liens externes sont à placer uniquement dans une section « Liens externes », à la fin de l'article. Ces liens sont à choisir avec parcimonie suivant les règles définies. Si un lien sert de source à l'article, son insertion dans le texte est à faire par les notes de bas de page.
- La présentation des références doit suivre les conventions bibliographiques. Il est recommandé d'utiliser les modèles {{Ouvrage}}, {{Chapitre}}, {{Article}}, {{Lien web}} et/ou {{Bibliographie}}. Le mode d'édition visuel peut mettre en forme automatiquement les références.
- Insérer une infobox (cadre d'informations à droite) n'est pas obligatoire pour parachever la mise en page.

Pour une aide détaillée, merci de consulter Aide:Wikification.
Si vous pensez que ces points ont été résolus, vous pouvez retirer ce bandeau et améliorer la mise en forme d'un autre article.

El novio de la muerte est une chanson interprétée lors d'événements solennels par la Légion espagnole, bien que son hymne officiel soit la Canción del legionario,.

## Histoire
El novio de la muerte est à l'origine une mélodie chantée par Lola Montes avec des paroles de Fidel Prado Duque, sur une musique de Juan Costa Casals. Elle est interprétée pour la première fois le 20 juillet 1921 au Théâtre Vital de Málaga. Le 30 et 31  juillet 1921, elle est interprétée au théâtre Kursaal de Melilla, où elle rencontre un grand succès. Les paroles exaltant l'esprit militaire et celui du légionnaire, la chanson est adaptée par la légion espagnole, qui l'interprète avec un rythme solennel en certaines occasions, telles que le déplacement du Cristo de la Buena Muerte lors de la Semaine sainte à Málaga,,.
| Nadie en el Tercio sabía quién era aquel legionario tan audaz y temerario que a la Legión se alistó. Nadie sabía su historia, mas la Legión suponía que un gran dolor le mordía como un lobo el corazón. Mas si alguno quién era le preguntaba, con dolor y rudeza le contestaba: «Soy un hombre a quien la suerte hirió con zarpa de fiera, soy un novio de la muerte que va a unirse en lazo fuerte con tan leal compañera». Cuando más rudo era el fuego y la pelea más fiera, defendiendo a su bandera, el legionario avanzó. Y sin temer al empuje del enemigo exaltado, supo morir como un bravo y la enseña rescató. Y al regar con su sangre la tierra ardiente, murmuró el legionario con voz doliente: «Soy un hombre a quien la suerte hirió con zarpa de fiera, soy un novio de la muerte que va a unirse en lazo fuerte con tal leal compañera». Cuando al fin le recogieron, entre su pecho encontraron una carta y un retrato de una divina mujer. Aquella carta decía: «...si algún día Dios te llama, para mí un puesto reclama que a buscarte pronto iré». Y en el último beso que le enviaba, su postrer despedida le consagraba. «Por ir a tu lado a verte, mi más leal compañera, me hice novio de la muerte, la estreché con lazo fuerte y su amor fue mi bandera». |

## Possibles inspirations
Les paroles sont inspirées d'un événement qui a eu lieu le 7 janvier 1921 à Beni Hassán. Au cours d'une action militaire pendant la Guerre du Rif, un soldat du premier régiment de la légion, Baltasar Queija de la Vega, est mort de ses blessures. Quelques vers qu'il venait d'écrire, à la suite de la mort de sa fiancée, ont été trouvés dans sa poche. Peu de temps auparavant, il avait exprimé à ses compagnons le désir de la retrouver prochainement dans une autre vie. Cette histoire est rapportée par le fondateur de la Légion espagnole, Millán-Astray, dans son livre La Legión... Al Tercio. Cependant, étant donné le manque de données concernant l'activité poétique de Baltasar Queija de la Vega, certains historiens ont qualifié ce récit romanesque de légende.

## Adaptations
En 1952, Emilio Angel García Ruiz, directeur du groupe de musique del Tercio, l'a adaptée pour l'interpréter comme musique de procession.
En 2019, le groupe musical Fuerza nueva, formé par l'union de Los Planetas et Niño de Elche, a publié une version moderne dans son album homonyme.